# 2008년 하계 올림픽 펜싱 여자 사브르 단체전
베이징의 2008년 하계 올림픽 펜싱 여자 사브르 단체전은 8월 14일에 올림픽 그린 컨벤션 센터에서 진행되었다.

## 토너먼트 형식
사브르 단체전 토너먼트 규정은 세 라운드 형식의 넉아웃 토너먼트로 구성되어 있으며, 준결승전 패자는 동메달 결정전을 벌일 수 있다. 8강전 패자 또한 5위부터 8위까지 순위를 가리기 위한 준결승전과 결승전이 있다. 한 팀당 주전은 3명으로 구성되어 있다.
한 경기는 총 9바우트로 구성되어 있고, 양 팀의 선수들은 번갈아 가며 대결을 벌인다. 투셰 (toucher)는 경기가 진행되며 누적되며, 이 누적된 투셰의 수가 한팀이 45개를 먼저 획득하면 경기는 종료된다. 바우트는 시간이 경과하거나 5 * (해당 바우트)의 투셰 수에 도달하면 경기가 종료된다.예를 들어 첫 바우트가 5-3으로 종료된 경우, 이 점수는 다음 바우트가 시작될 때의 투셰 수가 되며, 두 번째 바우트는 양쪽 중 한쪽이 10투셰에 도달하거나 제한 시간이 모두 지나갈 때까지 지속된다. 각 바우트는 제한시간이 3분이다.
만약 9번째 바우트가 종료되었을 때 양쪽 모두 45점에 도달하지 못한 경우, 이때 더 많은 투셰를 기록한 팀이 승리한다. 이때 동점인 경우 1투셰로 승부가 나는 1분짜리 연장전으로 이어진다. 그래도 1분 안에 양쪽 선수가 득점을 못하였을 경우, 연장전이 시작하기 전에 컴퓨터를 통해 자동으로 프리오리테 (priorité: 우선권) 을 획득한 선수가 승자가 된다.

## 경기 결과

### 8강 대진
|  | 8강전 | 8강전      | 8강전 |            |    | 준결승전 | 준결승전 | 준결승전 |               |               | 결승전        | 결승전        | 결승전 |
|  |       |            |       |            |    |          |          |          |               |               |               |               |        |
|  | 1     | 미국       | 45    |            |    |          |          |          |               |               |               |               |        |
|  | 8     | 남아공     | 8     |            |    |          |          |          |               |               |               |               |        |
|  | 8     | 남아공     | 8     |            | 1  | 미국     | 39       |          |               |               |               |               |        |
|  |       |            |       |            | 1  | 미국     | 39       |          |               |               |               |               |        |
|  |       |            | 5     | 우크라이나 | 45 |          |          |          |               |               |               |               |        |
|  | 5     | 우크라이나 | 5     | 우크라이나 | 45 | 45       |          |          |               |               |               |               |        |
|  | 5     | 우크라이나 |       |            |    | 45       |          |          |               |               |               |               |        |
|  | 4     | 러시아     | 34    |            |    |          |          |          |               |               |               |               |        |
|  |       |            |       |            |    |          |          |          |               |               | 5             | 우크라이나    | 45     |
|  |       |            | 3     | 중국       | 44 |          |          |          |               |               |               |               |        |
|  | 3     | 중국       | 45    |            |    |          |          |          |               |               |               |               |        |
|  | 6     | 폴란드     | 25    |            |    |          |          |          |               |               |               |               |        |
|  | 6     | 폴란드     | 25    |            | 3  | 중국     | 45       |          | 동메달 결정전 | 동메달 결정전 | 동메달 결정전 | 동메달 결정전 |        |
|  |       |            |       |            | 3  | 중국     | 45       |          | 동메달 결정전 | 동메달 결정전 | 동메달 결정전 | 동메달 결정전 |        |
|  |       |            | 2     | 프랑스     | 38 |          |          |          |               |               |               |               |        |
|  | 7     | 캐나다     | 2     | 프랑스     | 38 | 22       |          | 1        | 미국          | 45            |               |               |        |
|  | 7     | 캐나다     |       |            |    | 22       |          | 1        | 미국          | 45            |               |               |        |
|  | 2     | 프랑스     | 45    |            |    |          |          |          |               |               | 2             | 프랑스        | 38     |

### 순위 결정전
|  | 5-8위 결정전 |              |              |  |   |              |              |              |
|  | 8            | 남아공       | 13           |  |   |              |              |              |
|  | 4            | 러시아       | 45           |  |   | 5-6위 결정전 | 5-6위 결정전 | 5-6위 결정전 |
|  |              |              |              |  |   | 4            | 러시아       | 45           |
|  | 5-8위 결정전 | 5-8위 결정전 | 5-8위 결정전 |  | 6 | 폴란드       | 36           |              |
|  | 6            | 폴란드       | 45           |  |   |              |              |              |
|  | 7            | 캐나다       | 44           |  |   | 7-8위 결정전 | 7-8위 결정전 | 7-8위 결정전 |
|  |              |              |              |  |   | 8            | 남아공       | 16           |
|  |              |              |              |  |   | 7            | 캐나다       | 45           |

## 최종 순위
| 순위 | 팀         | 선수                                                                      |
| ---- | ---------- | ------------------------------------------------------------------------- |
| 1    | 우크라이나 | 올하 조우니르 올하 하를란 할리나 푼디크 올레나 홈로바                     |
| 2    | 중국       | 바오잉잉 황하이양 니훙 탄쉐                                               |
| 3    | 미국       | 세이다 제이컵슨 리베카 워드 매리얼 재거니스                               |
| 4    | 프랑스     | 앙-리즈 투야 레오노르 페뤼 카롤 베르뉴 솔렝 마리                          |
| 5    | 러시아     | 옐카테리나 페도르키나 옐레나 네차예바 예카테리나 디야첸코 소피야 벨리카야 |
| 6    | 폴란드     | 알렉산드라 소하 보냐 요즈비악 이레나 비엥코프스카                         |
| 7    | 캐나다     | 올가 오브치니코바 상드라 사신 줄리 클루티에 웬디 사셴브레커               |
| 8    | 남아공     | 엘비라 우드 조티 체티 아델레 드 플로이 셸리 고셔                          |